# Ambassade de France en Zambie
L'ambassade de France en Zambie est la représentation diplomatique de la République française auprès de la république de Zambie. Elle est située à Lusaka, la capitale du pays, et son ambassadeur est, depuis 2024, Thomas Rossignol.

## Ambassade
L'ambassade était située jusqu'en décembre 2015 au no 74 d'Independence Avenue, dans l'immeuble « Mpile », à proximité de la cathédrale anglicane et de la Haute Cour de Justice. Elle est désormais située dans un bâtiment dédié au 31F Leopad's Hill Close. La section consulaire est assurée par l'ambassade de France en Afrique du Sud, et des permanences consulaires sont régulièrement organisées à Lusaka. 

## Ambassadeurs de France en Zambie
| De   | À    | Ambassadeur                            |
| ---- | ---- | -------------------------------------- |
| 1964 | 1966 | Pierre Salade                          |
| 1966 | 1969 | Albert de Schonen                      |
| 1969 | 1972 | Édouard Hutt                           |
| 1972 | 1975 | Gérard Le Saige de La Villèsbrunne (d) |
| 1975 | 1979 | Jean Français                          |
| 1979 | 1983 | Jacques Gasseau                        |
| 1983 | 1986 | Yves Plattard                          |
| 1986 | 1990 | Jean-Pierre Guyot                      |
| 1990 | 1993 | Pierre Cornée                          |
| 1993 | 1995 | Jean Brouste (d)                       |
| 1995 | 1998 | Philippe Perrier de La Bâthie (d)      |
| 1998 | 2001 | Jean-Louis Zoël                        |
| 2001 | 2005 | Jean-Paul Monchau                      |
| 2005 | 2007 | Francis Saudubray                      |
| 2007 | 2010 | Françoise Le Bihan                     |
| 2010 | 2011 | Olivier Richard (d)                    |
| 2011 | 2014 | Marie-Annick Bourdin                   |
| 2014 | 2017 | Emmanuel Cohet (d)                     |
| 2017 | 2020 | Sylvain Berger (d)                     |
| 2020 | 2024 | François Goldblatt (d)                 |
| 2024 | auj. | Thomas Rossignol                       |

## Relations diplomatiques
Quelques jours avant la proclamation de l'indépendance du pays le 24 octobre 1964, la France nomme son premier ambassadeur auprès de la Rhodésie du Nord, qui devient la Zambie. À partir de 1967 et jusqu'en 1995, l'ambassadeur en Zambie est aussi accrédité auprès de la république du Botswana qui ne dispose d'une représentation permanente de la France sur son territoire que depuis 2001. L'ambassade de France en Zambie a également assuré la représentation française auprès du Malawi, mission assurée depuis 2013 par l'ambassade de France au Zimbabwe.

## Consulat

### Communauté française
Au 31 décembre 2017, 180 Français sont inscrits sur les registres consulaires en Zambie.
| 2001 | 2002 | 2003 | 2004 |
| ---- | ---- | ---- | ---- |
| 173  | 188  | 196  | 201  |

| 2005 | 2006 | 2007 | 2008 |
| ---- | ---- | ---- | ---- |
| 219  | 222  | 211  | 237  |

| 2009 | 2010 | 2011 | 2012 |
| ---- | ---- | ---- | ---- |
| 232  | 215  | 243  | 241  |

| 2013 | 2014 | 2015 | 2016 |
| ---- | ---- | ---- | ---- |
| 262  | 214  | 209  | 193  |

| 2017 | - | - | - |
| ---- | - | - | - |
| 180  | - | - | - |

### Circonscriptions électorales
Depuis la loi du 22 juillet 2013 réformant la représentation des Français établis hors de France avec la mise en place de conseils consulaires au sein des missions diplomatiques, les ressortissants français d'une circonscription recouvrant le Burundi, le Kenya, l'Ouganda, le Rwanda, la Tanzanie, la Zambie et le Zimbabwe élisent pour six ans trois conseillers consulaires. Ces derniers ont trois rôles :
1. ils sont des élus de proximité pour les Français de l'étranger ;
2. ils appartiennent à l'une des quinze circonscriptions qui élisent en leur sein les membres de l'Assemblée des Français de l'étranger ;
3. ils intègrent le collège électoral qui élit les sénateurs représentant les Français établis hors de France.

Pour l'élection à l'Assemblée des Français de l'étranger, la Zambie appartenait jusqu'en 2014 à la circonscription électorale de Johannesburg comprenant aussi l'Afrique du Sud, le Botswana, le Lesotho, le Malawi, le Mozambique, la Namibie, le Swaziland et le Zimbabwe, et désignant un siège. La Zambie appartient désormais à la circonscription électorale « Afrique centrale, australe et orientale » dont le chef-lieu est Libreville et qui désigne cinq de ses 37 conseillers consulaires pour siéger parmi les 90 membres de l'Assemblée des Français de l'étranger. 
Pour l'élection des députés des Français de l’étranger, la Zambie dépend de la 10e circonscription.